# JR貨物UT20A形コンテナ
UT20A形コンテナ（UT20Aがたコンテナ）は、日本貨物鉄道（JR貨物）輸送用として籍を編入している20および、24 ft形の私有コンテナ（タンクコンテナ）である。

## 概要
本形式の数字部位 「 20 」は、コンテナの容積を元に決定される。このコンテナ容積20㎥の算出は、厳密には端数四捨五入計算の為に、内容積19.5 - 20.4㎥の間に属するコンテナが対象となる。また形式末尾のアルファベット一桁部位 「 A 」は、コンテナの使用用途（主たる目的）が 「 普通品（非危険品の輸送）」を表す記号として付与されている。

## 番台毎の概要

### 0番台
1 - 63
水澤化学工業所有、活性白土（ガレオンアース）専用20ftコンテナ。総重量12.3t。商品名になぞらえガレオン船のイラストが描かれている。廃コン化と後期の個体が5000番代に改番されたことで消滅した。

### 5000番台

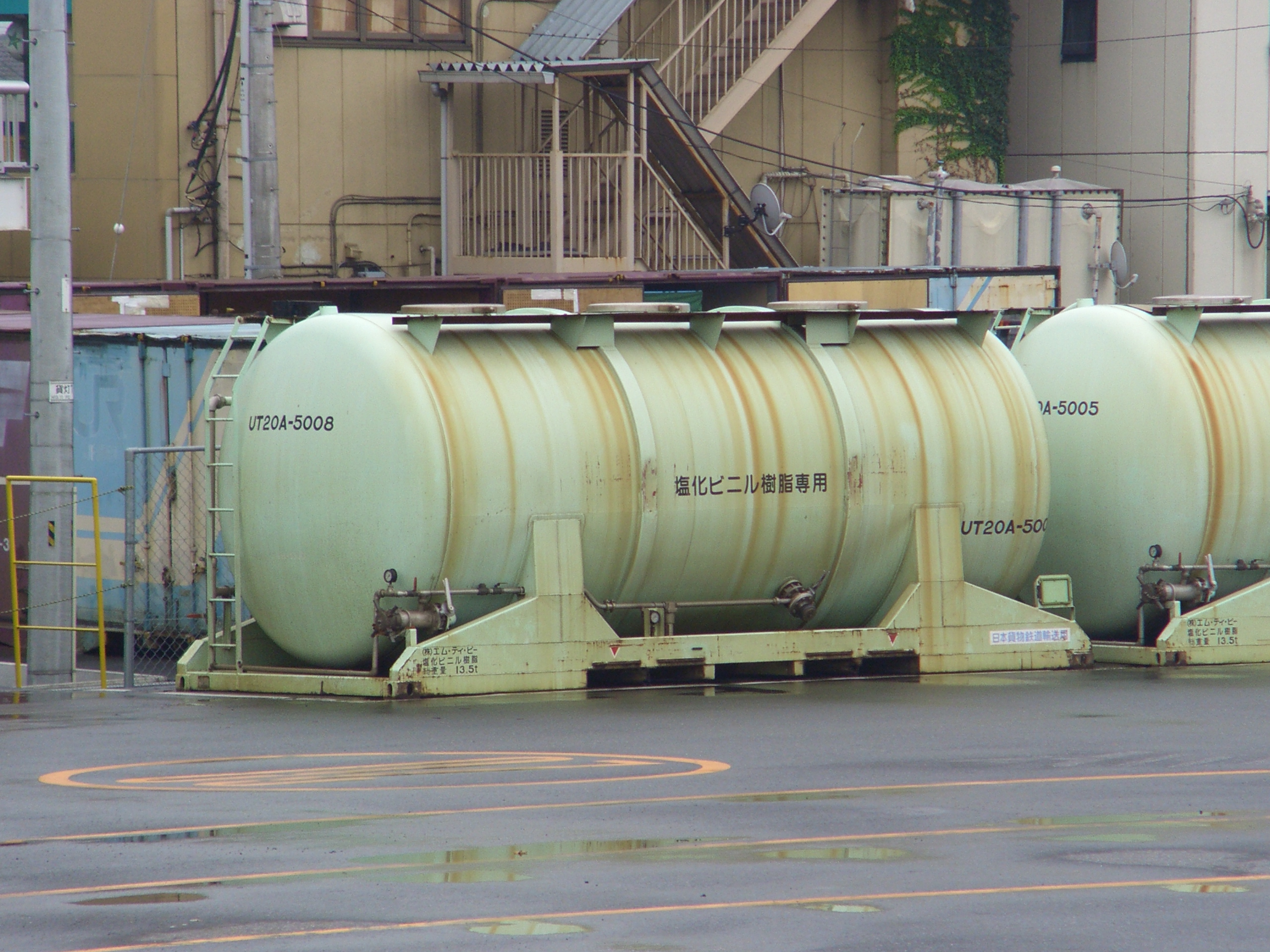
UT20A-5008（塩化ビニル樹脂専用）

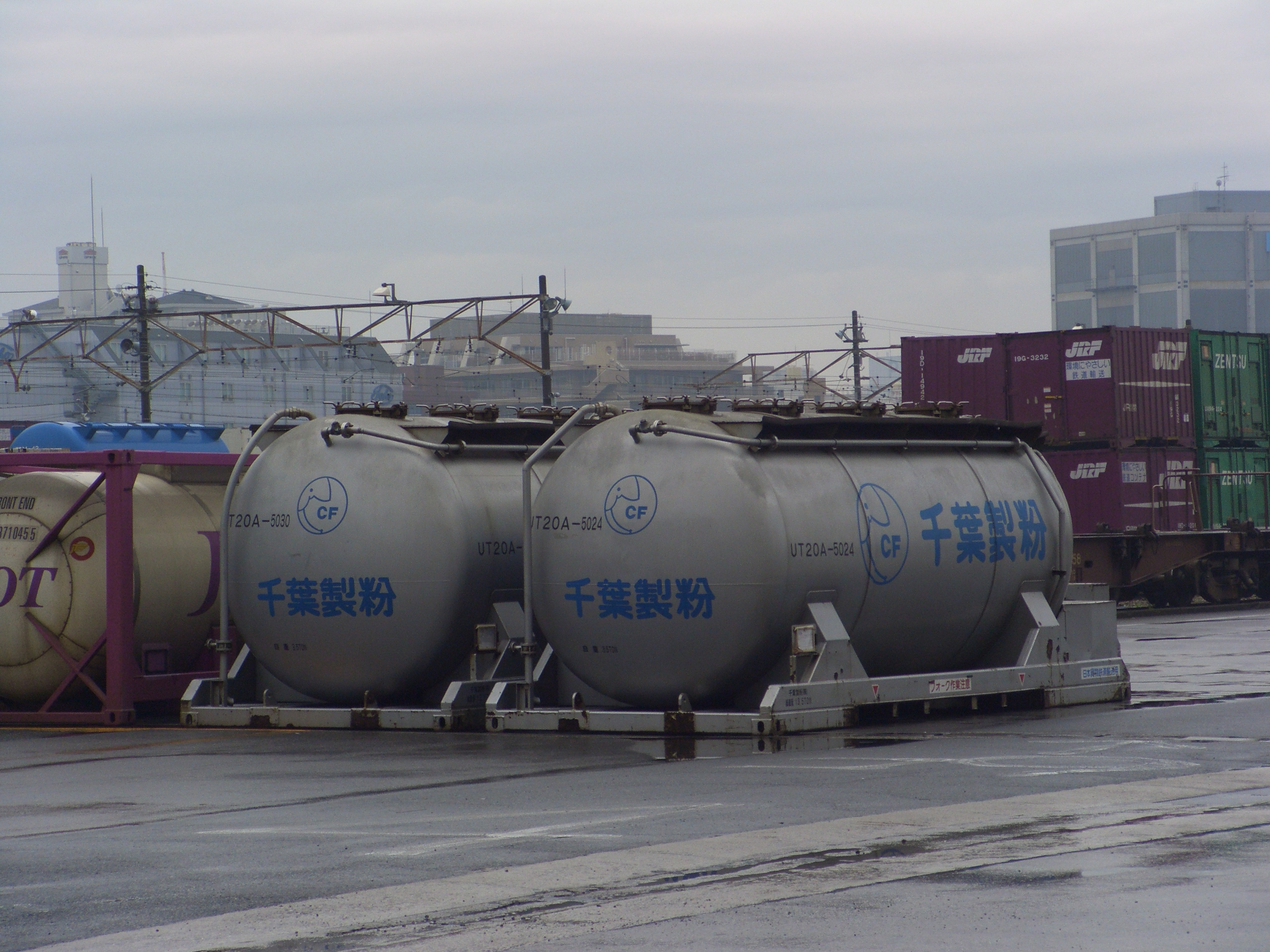
UT20A-5024

5001 - 5023
エム・ティー・ビー（日本陸運産業株式会社）所有、塩化ビニル樹脂専用20ftコンテナ。総重量13.5t。
一部にポリフェニレンエーテルや活性炭専用の物もある。
5024 - 5035, 5045 - 5048
千葉製粉所有、小麦粉専用20ftコンテナ。総重量13.5t。
5036 - 5042
日本ゼオン所有、塩化ビニル樹脂用20ftコンテナ。総重量13.5t。
5043, 5044
泉葉運輸所有、塩化ビニル樹脂用20ftコンテナ。総重量13.5t。
5049 - 5070
住友化学工業所有、塩化ビニル樹脂用20ftコンテナ。総重量13.5t。
5071 - 5078
三菱化学物流所有、塩化ビニル樹脂用20ftコンテナ。総重量13.5t。
5161 - 5215?
みなと運送所有、塩化ビニル樹脂用20ftコンテナ。総重量13.5t。
5216 - 5286
水澤化学工業所有、活性白土（ガレオンアース）専用20ftコンテナ。総重量13.3t。商品名になぞらえガレオン船のイラストが描かれている。5216 - 5259の44個はUT20A-0からの改番(ナンバー部分の色が少し違う)。5271以降からはハローマークが入った(全高:2519mm)

### 8000番台

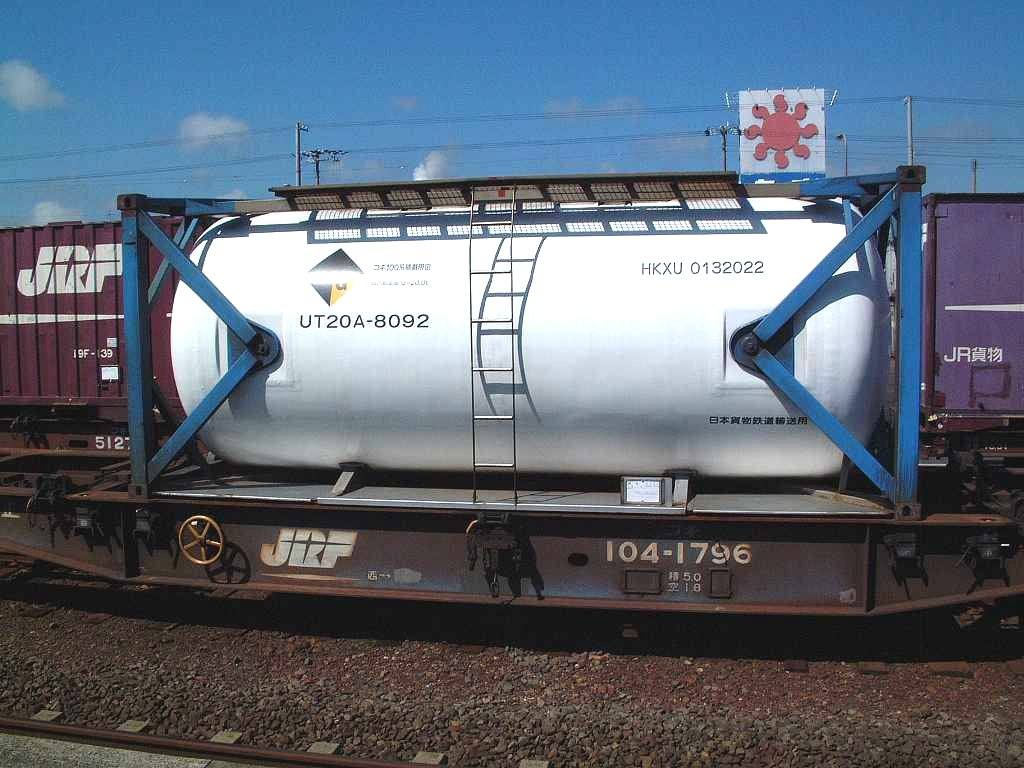
UT20A-8092

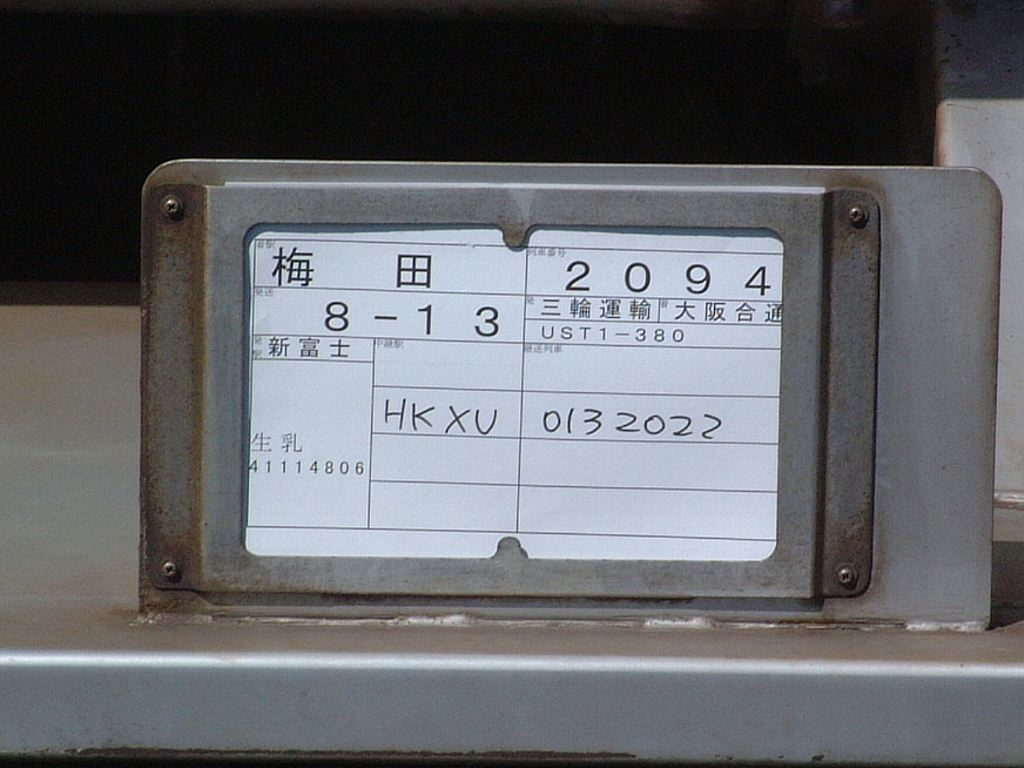
UT20A-8092の荷票

8001 - 8100
全農またはホクレン所有、牛乳専用20ftコンテナ。最大総重量20t（規格外）。コキ100系積載限定。海上コンテナ（一部ISOコンテナ）へJR型番を付与したもの。JR型番は付与されているが、コキ100系貨車には海上コンテナとして積載される場合が多い。ホクレン所有のRORO船「ほくれん丸」にコンテナトレーラーシャシーごと積載される。
なお、総重量以外は鉄道コンテナの規格内のため、空コンテナや総重量が規格内に収まる様に積荷を入れた積コンテナはコキ50000形式に積載される場合もある。

### 25000番台
25001, 25002
日本石油輸送所有（三菱化学借受）、塩化ビニル樹脂専用22.5ftコンテナ。総重量13.5t。
25003
日本陸運産業所有（旧、三菱化成ビニル借受）、塩化ビニル樹脂専用22.5ftコンテナ。総重量13.5t。
25004
日本陸運産業所有（三菱化学借受）、塩化ビニル樹脂専用22.5ftコンテナ。総重量13.5t。
25005 - 25007
三菱化学物流、塩化ビニル樹脂専用22.5ftコンテナ。総重量13.5t。
25008 - 25010
日本石油輸送所有（三菱化学借受）、塩化ビニル樹脂専用22.5ftコンテナ。総重量13.5t。
25011
日本石油輸送所有(塩化ビニル樹脂専用)
25012, 25013
日本陸運産業所有（三菱化学借受）、塩化ビニル樹脂専用22.5ftコンテナ。総重量13.5t。
25014 - 25019
三菱化学物流所有、塩化ビニル樹脂専用22.5ftコンテナ。総重量13.5t。のちに日新所有へ変更。
25020
所有者不明。
25021 - 25023
三菱化学物流所有、塩化ビニル樹脂専用22.5ftコンテナ。総重量13.5t。のちに日新所有へ変更。
25024
三菱化学物流所有、塩化ビニル樹脂専用22.5ftコンテナ。総重量13.5t。
25025
所有者不明。
25026 - 25030
日本陸運産業所有（三菱化学借受）、塩化ビニル樹脂専用22.5ftコンテナ。総重量13.5t。
25031 - 25035
日本石油輸送所有（三菱化学借受）、塩化ビニル樹脂専用22.5ftコンテナ。総重量13.5t。
25036 - 25053
三菱化学物流所有（三菱化学借受）、塩化ビニル樹脂専用22.5ftコンテナ。総重量13.5t。

## 外部サイト
- コンテナの絵本
- コンテナ日和